# Mariano Zabaleta
Mariano Zabaleta (Tandil, 28 febbraio 1978) è un ex tennista argentino.

## Carriera

### Junior
A livello giovanile dimostra le sue capacità vincendo tornei di alto livello, i più importanti sono l'Orange Bowl e il Roland Garros, entrambi nel 1995. Chiude l'anno con ottantaquattro vittorie e sette sconfitte, conquistando così la prima posizione in classifica.

### Professionista
Passa tra i professionisti nel 1996 vincendo i primi challenger, il primo titolo ATP arriva nel 1998 a Bogotà dove supera in finale Ramón Delgado per 6-4, 6-4. Nel 1999 le finali giocate salgono a tre ma non riesce mai a vincere il match decisivo, chiude l'anno come primo argentino in classifica.

Partecipa alle Olimpiadi di Sydney dove supera Marcelo Ríos e Jeff Tarango prima di arrendersi a Maks Mirny. Nel 2001 raggiunge il suo unico quarto di finale in un torneo dello Slam, agli US Open. A New York ha la meglio sulle teste di serie Sébastien Grosjean e Greg Rusedski prima di scontrarsi con il russo Marat Safin che lo liquida in tre set.

In Coppa Davis gioca cinque match per il team argentino ma ottiene solo una vittoria.

## Statistiche

### Singolare

#### Vittorie (3)
| Nr. | Data            | Torneo                   | Superficie  | Avversario in finale | Punteggio        |
| 1.  | 2 novembre 1998 | Bancolombia Open, Bogotà | Terra rossa | Ramón Delgado        | 6–4, 6–4         |
| 2.  | 7 luglio 2003   | Swedish Open, Båstad     | Terra rossa | Nicolás Lapentti     | 6–3, 6–4         |
| 3.  | 5 luglio 2004   | Swedish Open, Båstad (2) | Terra rossa | Gastón Gaudio        | 6–1, 4–6, 7–6(4) |